# STC Görlitz
STC Görlitz was een Duitse voetbalclub uit Görlitz, Opper-Lausitz. De stad behoort tot de deelstaat Saksen, maar voor de Tweede Wereldoorlog lag de stad in de provincie Silezië.

## Geschiedenis
De club werd in 1906 opgericht als SC Preußen Görlitz en speelde in de competitie van de Zuidoost-Duitse voetbalbond. In 1910/11 werd de club kampioen van Opper-Lausitz en nam deel aan de eindronde om de Zuidoost-Duitse titel. De club werd in de eerste ronde met 8-0 verslagen door FC Askania Forst. Het volgende seizoen werd de club door ATV Liegnitz gewipt in de voorronde. In 1912/13 moest de club tegen Askania Forst aantreden, maar gaf hiervoor verstek. Het eerste succes kwam in 1913/14 toen de club met 3-2 won van ATV Liegnitz. In de halve finale kreeg de club echter een koude douche van Askania dat met 9-0 won.
Door het uitbreken van de Eerste Wereldoorlog werden de activiteiten gestaakt en pas hervat in 1919. Na een fusie met TC Görlitz werd de naam in STC Görlitz gewijzigd. In 1920/21 werd de club opnieuw kampioen van Opper-Lausitz, nadat SV Sagan de titel behaalde in het voorgaande seizoen. In de eindronde versloegen de Breslauer Sportfreunde de club met 6-1. Twee jaar later eindigde de club samen met Sagan en ATV 1847 Görlitz eerste. Er kwam een extra ronde om de kampioen te bepalen, die STC ook won, maar doordat de Zuidoost-Duitse eindronde wel al van start ging moest er een deelnemer aangeduid worden en dat werd de titelverdediger ATV Görlitz.
Nadat de club in 1925 en 1926 vicekampioen werd konden ze in 1927 opnieuw de titel winnen, maar in de eindronde werden ze slechts zevende. De volgende twee seizoenen werd de club opnieuw vicekampioen, maar door een regelwijziging mocht de vicekampioen in 1928/29 ook naar de eindronde. De club verloor daar van FC Viktoria Forst en ging naar de verliezersgroep. Daar werden ze wel winnaar en ze speelden nog tegen Breslauer SC 08 voor een ticket in de nationale eindronde. Na een 3-2 thuiszege kregen ze in Breslau een zwaar pak slaag (9-2), omdat doelpunten niet van tel waren in deze tijd kwam er een derde wedstrijd, die Breslau opnieuw met duidelijke cijfers won. Ook in 1930 werd de club vicekampioen. In de eindronde werden de clubs uit de drie zwakkere competities nu in een andere groep geplaatst en opnieuw werd de club eerste waarop ze de Vereinigte Breslauer Sportfreunde bekampten voor een ticket voor de nationale eindronde. De club verloor thuis met 1-2 en in Breslau speelden ze gelijk waardoor ze uitgeschakeld waren.
Ook in 1931 kon de club zich plaatsen voor de eindronde, maar deze keer werden ze slechts derde. Na een middelmatig seizoen in 1932 kon de club zich in 1933 een laatste keer plaatsen voor de eindronde. Ze werden opnieuw groepswinnaar en namen het in de play-off voor de nationale eindronde op tegen Vorwärts-RaSpo Gleiwitz, waar ze twee keer van verloren.
In 1933 werd de competitie grondig geherstructureerd nadat de NSDAP aan de macht kwam. De Gauliga Schlesien werd ingevoerd als nieuwe hoogste klasse en verenigde de competities van de Zuidoost-Duitse bond. Uit Opper-Lausitz mocht slechts één club in de Gauliga aantreden. De keuze viel niet op kampioen Gelb-Weiß Görlitz, maar op STC. De club was echter kansloos in deze veel sterkere competitie en eindigde afgetekend laatste.
In de Bezirksliga Niederschlesien werd de club kampioen en speelde de finale tegen MSV Glogau, die ze verloren. Na enkele plaatsen in de subtop, konden ze in 1939 eindelijk de titel veroveren. De club werd tweede in de eindronde en promoveerde weer naar de Gauliga, echter trok de club zich voor de start van het seizoen terug. In 1940 speelde de club terug in de Bezirksliga. Nadat de club in 1943 kampioen werd promoveerden ze naar de Gauliga Niederschlesien, die door de oorlog in meerdere reeksen opgedeeld was. De club eindigde op de vierde plaats in zijn groep.
Na het einde van de Tweede Wereldoorlog werden alle Duitse voetbalclubs ontbonden en deze club werd niet meer heropgericht.

## Erelijst
Kampioen Opper-Lausitz
1911, 1912, 1913, 1914, 1921, 1923, 1927